# Reiss-Engelhorn-Museen
Il Reiss-Engelhorn-Museen di Mannheim costituisce un'associazione museale che gestisce diversi musei, istituti culturali e centri di ricerca. Appartiene alla municipalità della città di Mannheim.

## Storia

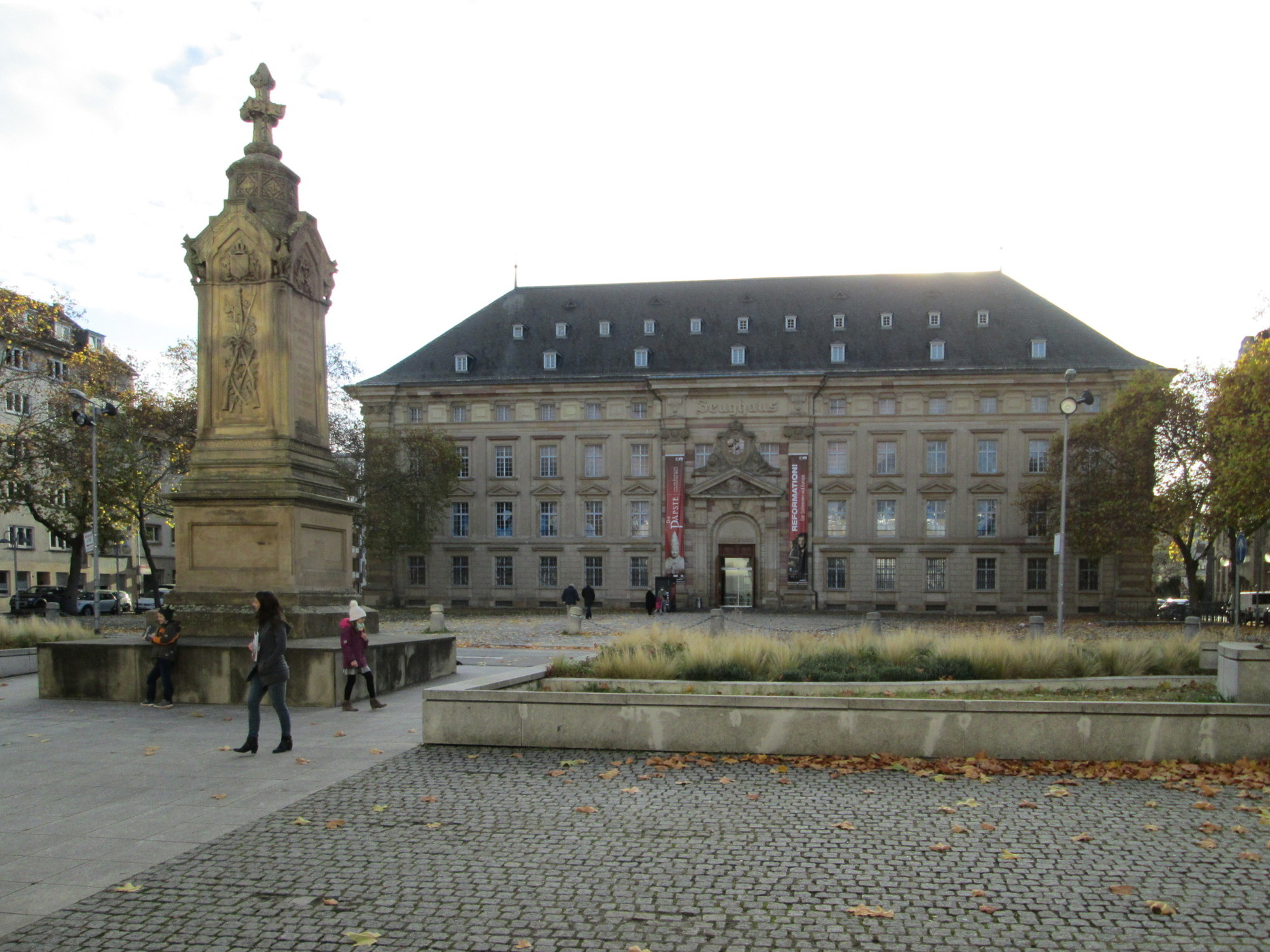
Museo dell'Arsenale

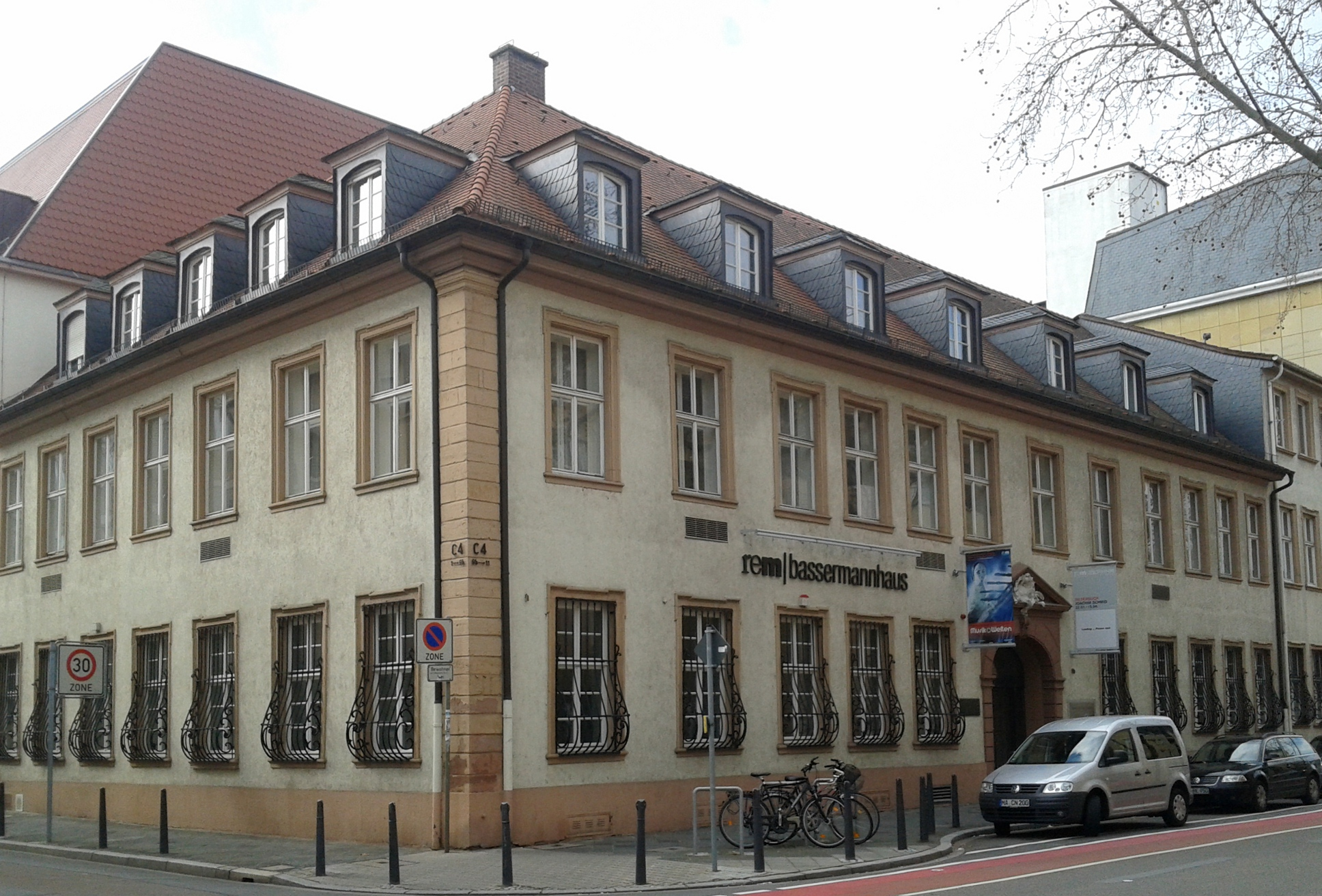
Museo Bassermannhaus per la musica e l'arte

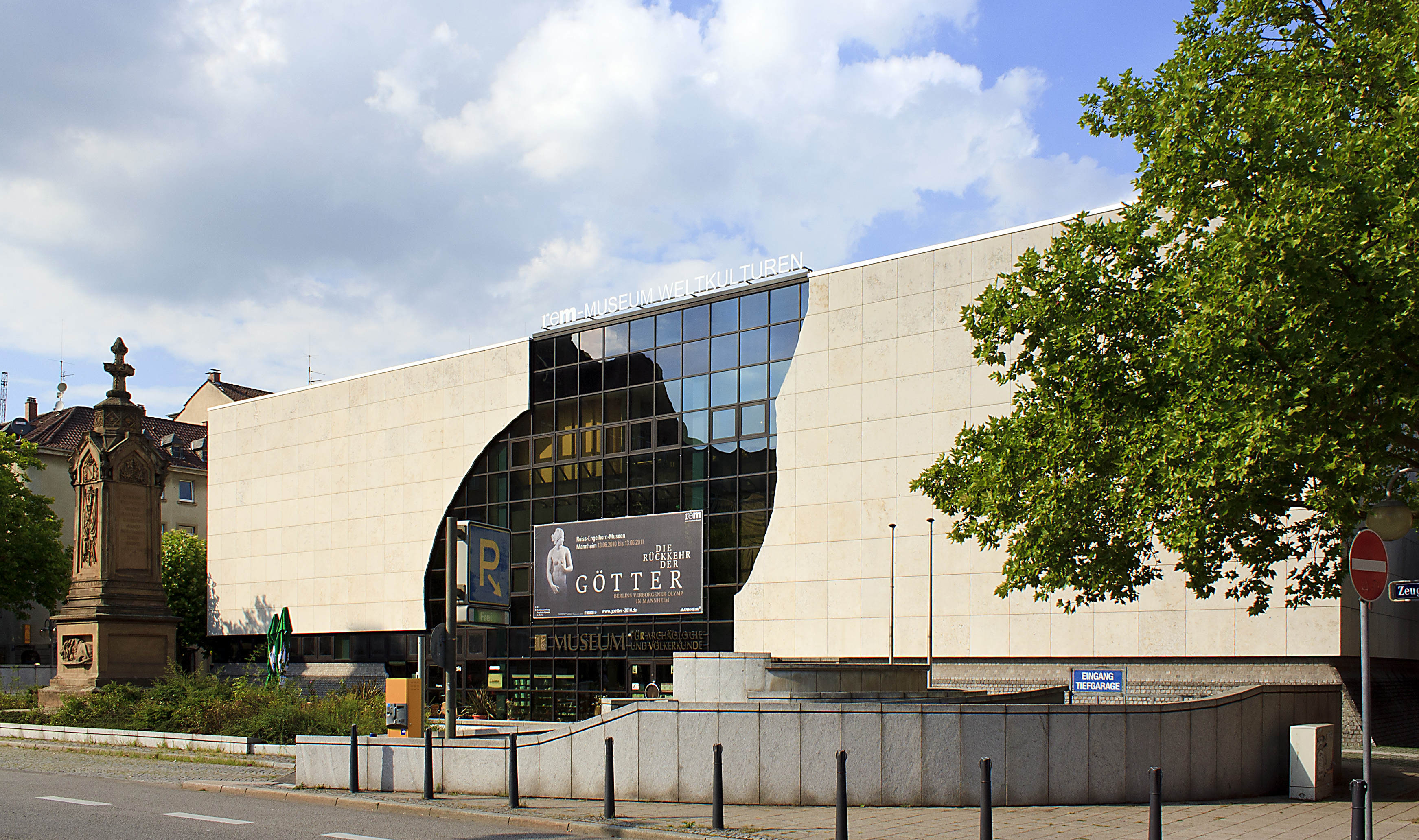
Museo delle culture del mondo

Il nucleo originario di questi musei è legato alla volontà di Carlo Teodoro di Baviera che, tra il 1777 e il 1779, affidò all'architetto Peter Anton von Verschaffelt la progettazione dell'arsenale dell'esercito del Palatinato, lo Zeughaus che in seguito fu utilizzato come sede espositiva.

## Descrizione
Il Reiss-Engelhorn-Museums costituisce un complesso museale internazionale con varie sedi
nel centro di Mannheim. Complessivamente raggiunge oltre 15.000 m² di spazio espositivo ed è tra i maggiori della Germania meridionale. Comprende diverse sedi:
- Museo dell'Arsenale con il Forum Internationale Photographie
- Museo delle culture del mondo
- Museo Bassermannhaus per la musica e l'arte con la galleria fotografica ZEPHYR
- Museo Schillerhaus
- Museo Peter e Traudl Engelhornhaus.